# Synageles persianus
Synageles persianus là một loài nhện trong họ Salticidae.
Loài này thuộc chi Synageles. Synageles persianus được Dmitri Viktorovich Logunov miêu tả năm 2004.